# Gamla Skogsinstitutet

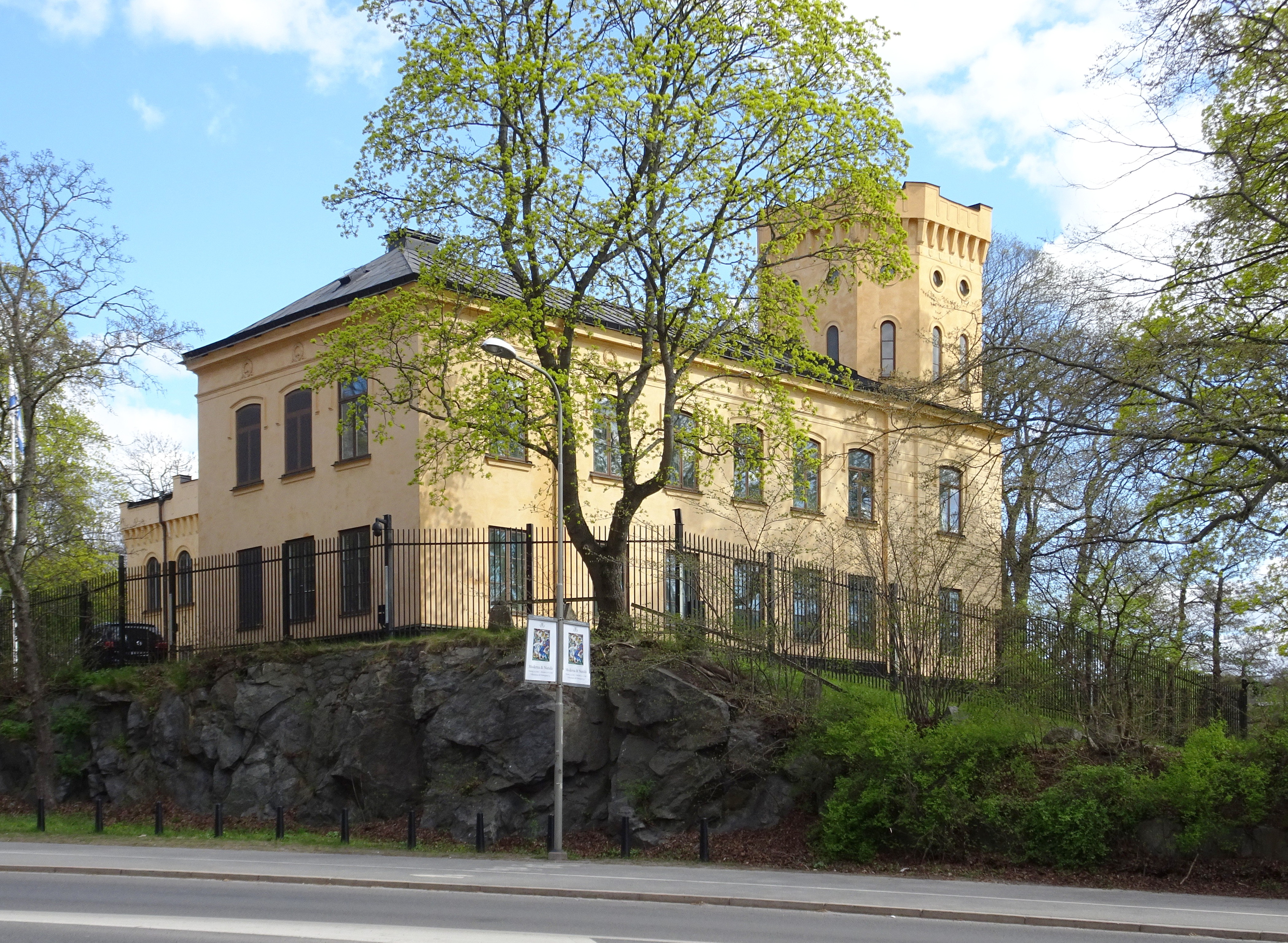
Byggnaden sedd från Strandvägen.

Gamla Skogsinstitutet är en kulturhistoriskt värdefull byggnad som ligger i Nobelparken vid Strandvägen 58–60, intill Diplomatstaden i Stockholm. Fastigheten med samma namn är sedan 1971 ett lagskyddat byggnadsminne och blåmärkta av Stadsmuseet i Stockholm, vilket är det starkaste skyddet och innebär "att bebyggelsen bedöms ha synnerligen höga kulturhistoriska värden".

## Historik

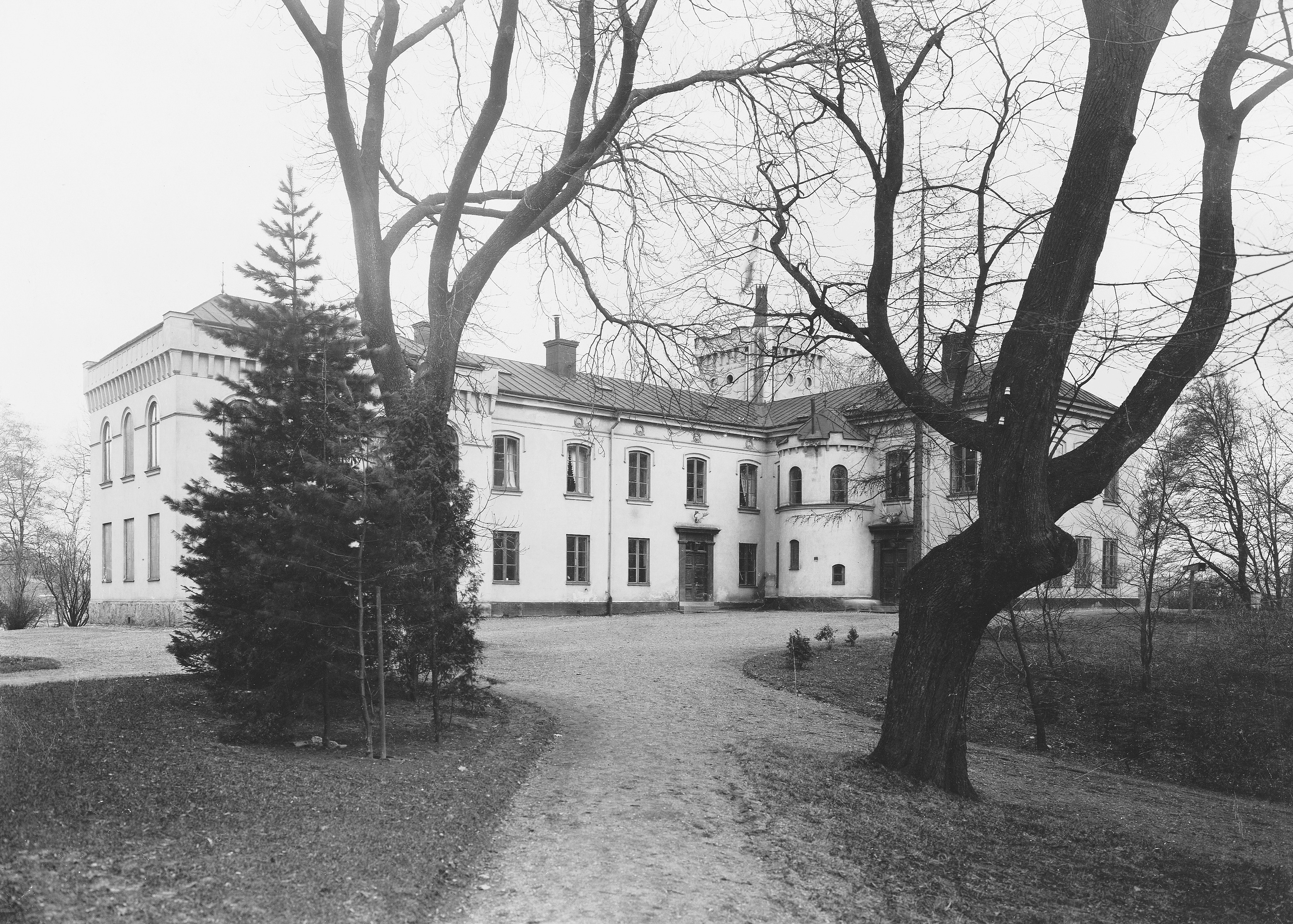
Byggnaden 1908.

Gamla Skogsinstitutets byggnad var ursprungligen ett hovjägmästarboställe från 1773 kallat Stora Blå porten, som byggdes om 1856-1858 efter ritningar av arkitekten Johan Adolf Hawerman. Arkitekturen är intakt sedan 1850-talet och visar en borgliknande, ljusputsad fasad med ett markant hörntorn med runda fönster, krönt av tinnar. 
Här hade det av Israel af Ström grundade Skogsinstitutet sina lokaler från 1828 till 1916. Det var även Skogsinstitutet som utförde en vetenskapligt ordnad beståndsplantering av träd i angränsande Nobelparken, ett så kallat arboretum.
Till fastigheten hör även ytterligare tre byggnader som finns öster om huvudbyggnaden. Det rör sig om ett litet gulputsat stenhus från 1858 som var ett uthus, intill finns en grönmålad länga från 1858 som var vedbod och slutligen en grönmålad länga från 1858 som är en före detta skjutbanelokal.
År 2007 inleddes en ombyggnad och renovering för Israels ambassad, sedan den gamla hyresgästen Livrustkammaren flyttat till andra lokaler. Renoveringen har kritiserats av Riksantikvarieämbetet. Sedan 2011 finns Israels ambassad i byggnaden. Fastigheten ägs och förvaltas av Statens fastighetsverk.

## Bilder

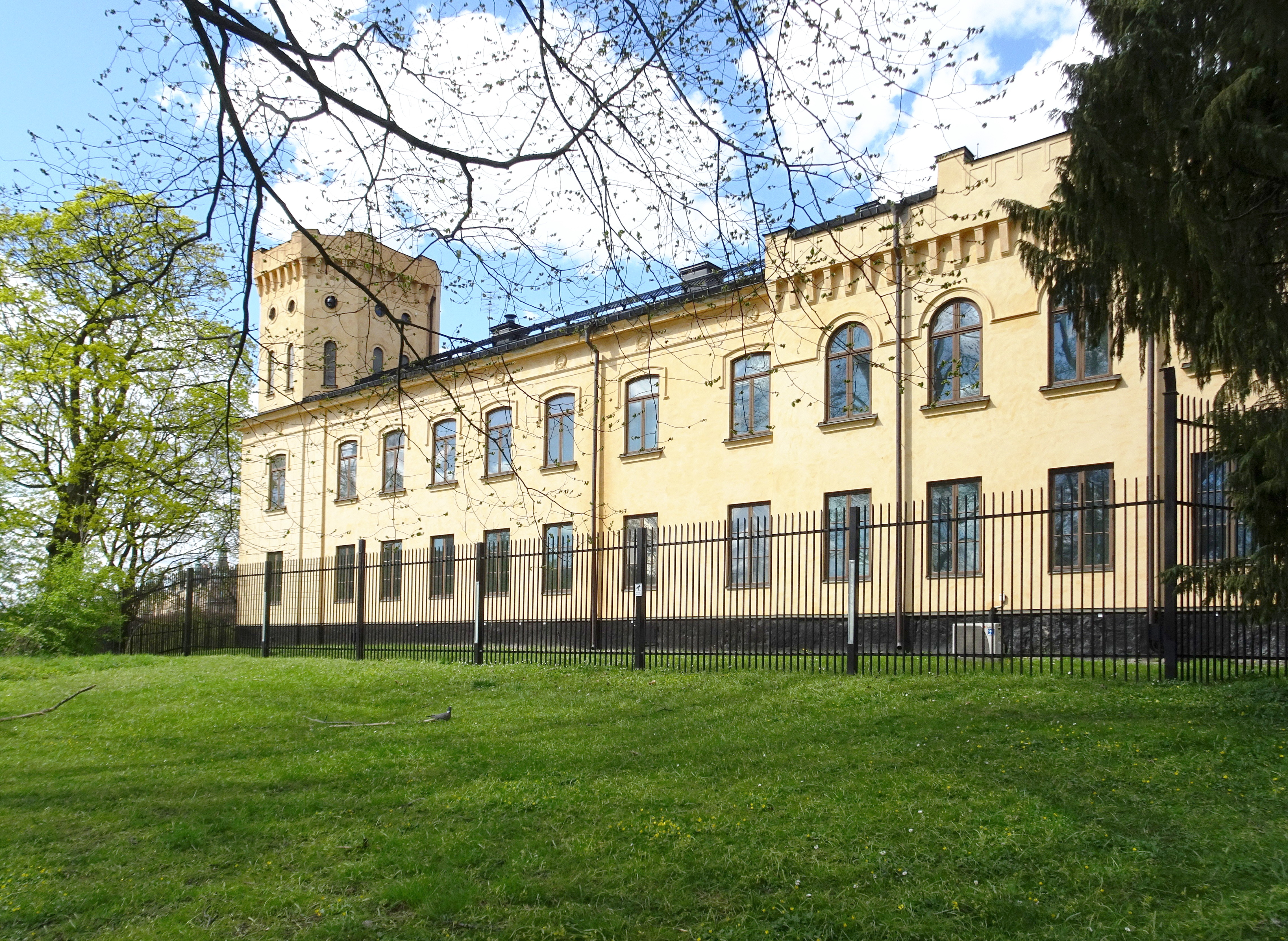
Huvudbyggnaden.
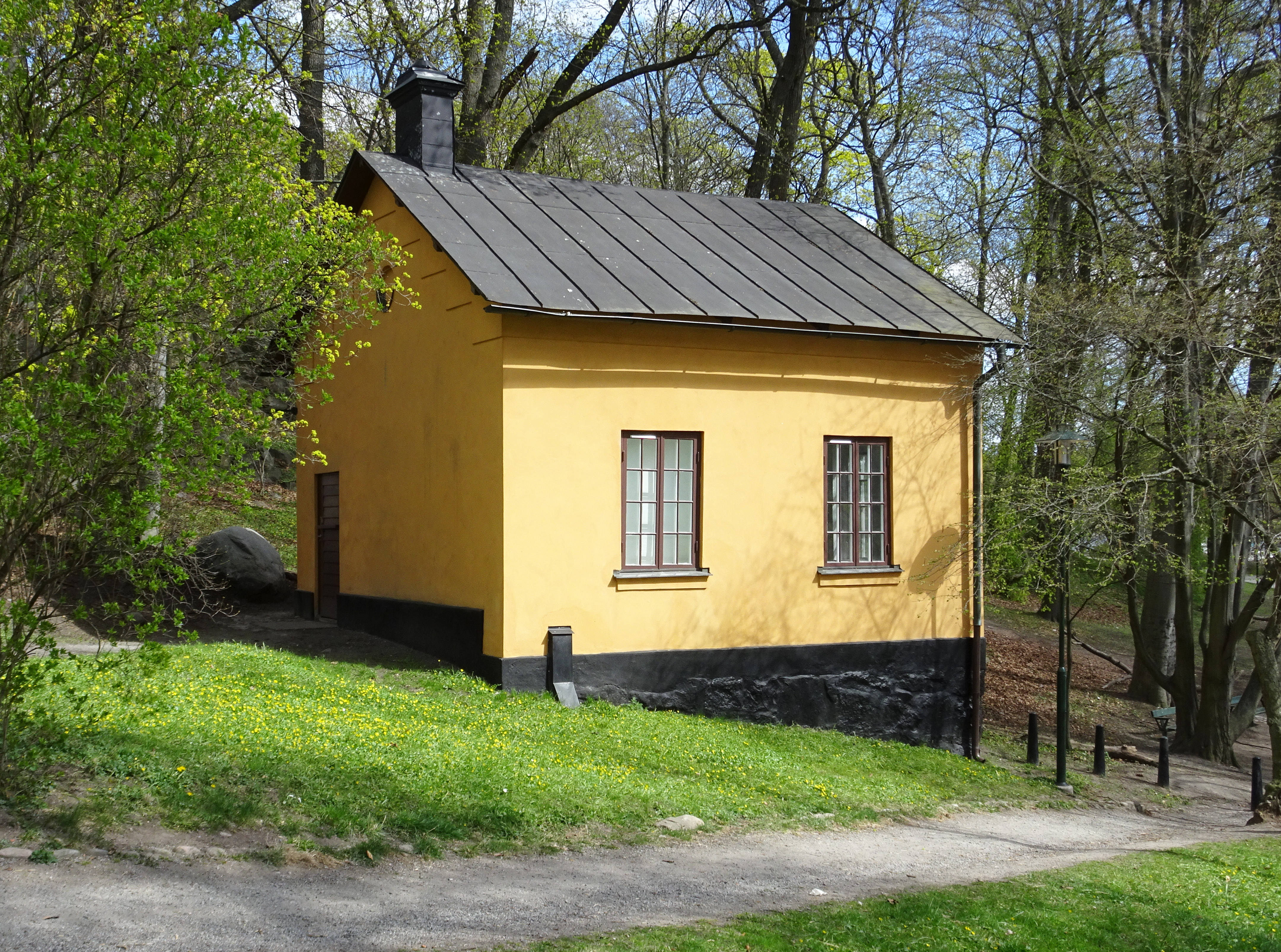
F.d. uthus.
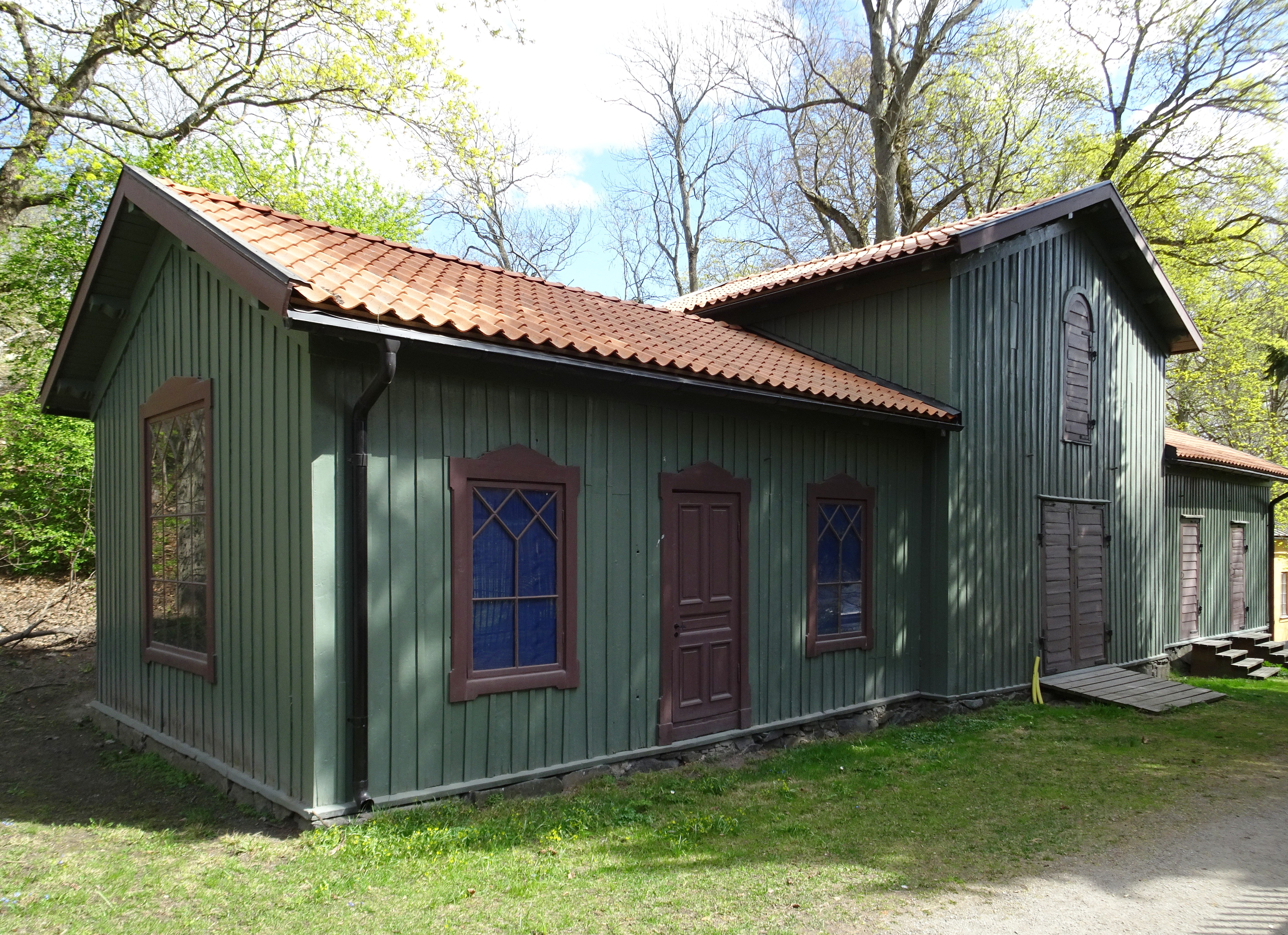
F.d. vedbod.
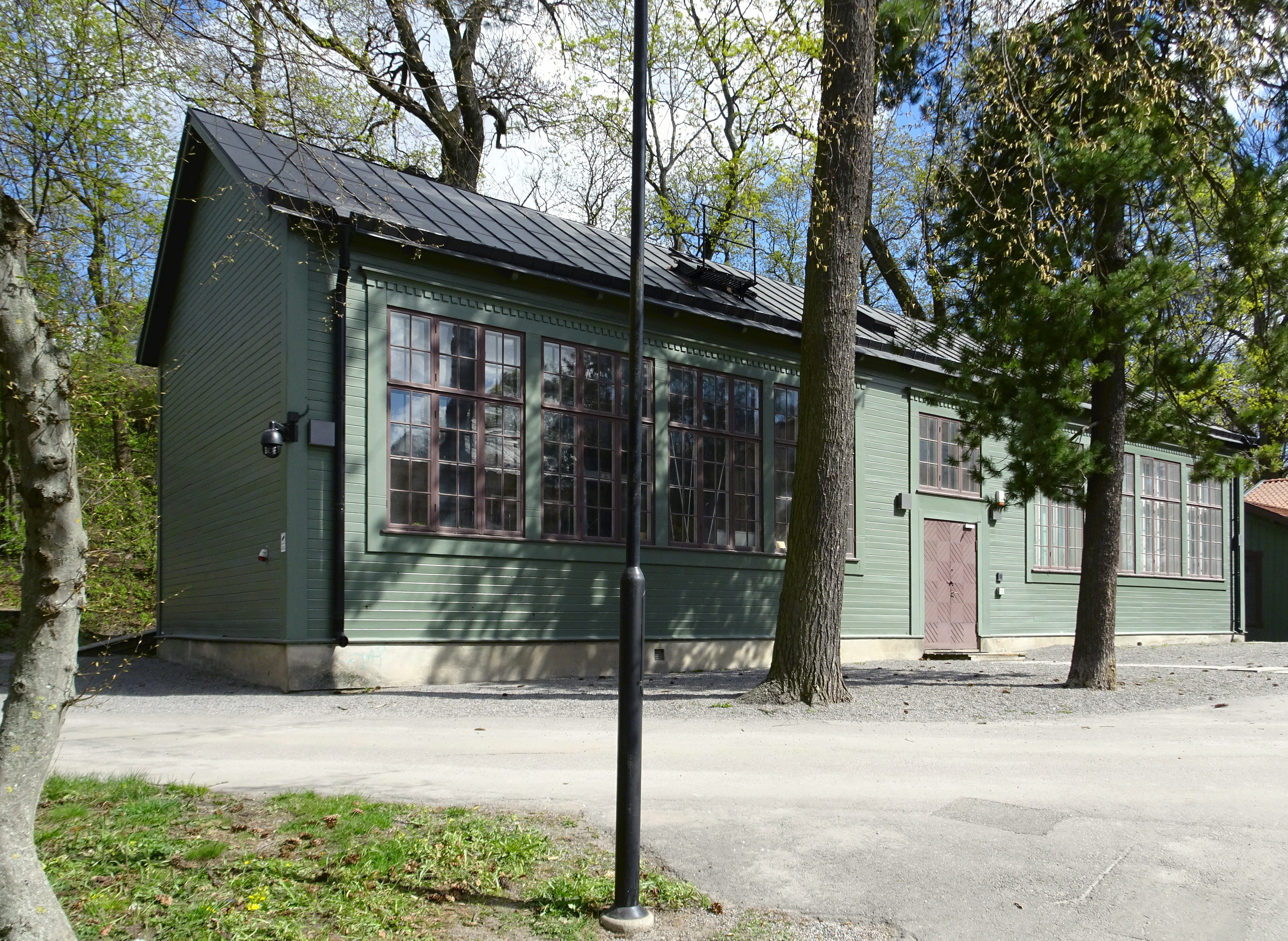
F.d. skjutbanelokal.